# Durán-Madonna
De Durán-Madonna is een olieverfschilderij van Rogier van der Weyden uit circa 1435-1440.

## Beschrijving
De Madonna is vrijwel volledig in het rood gekleed en op haar schoot zit Jezus die de leeftijd lijkt te hebben van een peuter en nogal ruw door het religieuze boek van zijn moeder bladert. Het boek is een verre echo van het Theotokos-type, waarin Maria wordt afgebeeld als de Moeder van God, terwijl Jezus op haar schoot staat en een boekrol in zijn hand houdt. In dit geval is het boek waarschijnlijk het Oude Testament, dat volgens de christelijke leer met de komst van Jezus achterhaald was. Hij lijkt ongeduldig op zoek te gaan naar de reden voor zijn menswording: de zondeval die op de eerste bladzijden van de Bijbel wordt verhaald en die hij met zijn kruisiging en herrijzenis ongedaan moet maken.
De Durán-Madonna staat chronologisch tussen twee vroege meesterwerken van Rogier van der Weyden in: de Kruisafneming en het Miraflorestriptiek. De plastische schilderstijl en de uitbeelding van de Madonna als een 'levende sculptuur' in een nis hebben nog veel overeenkomsten met de Kruisafneming, terwijl de zwevende engel met kroon en het architecturale kader met de gotische traceringen in vereenvoudigde vorm aansluit bij het Miraflorestriptiek. 
De Durán-Madonna vertoont verwantschap met de zogenoemde Ince Hall-Madonna. Ook hier heeft de Madonna een rode mantel en zit Jezus – iets voorzichtiger – in een boek te bladeren. Omdat dit schilderij volgens de signatuur een werk van Jan van Eyck uit 1433 zou zijn, werd de Ince Hall-Madonna in de 20e eeuw beschouwd als het voorbeeld voor de Durán-Madonna. Intussen is duidelijk geworden dat het om een later werk van een navolger van Jan van Eyck gaat, die zich waarschijnlijk op de (wel authentieke) Lucca-Madonna baseerde.
Dat de Durán-Madonna een originele schepping van Rogier van der Weyden is, blijkt uit het ingewikkelde ontstaansproces dat door technisch onderzoek met röntgen- en infraroodopnamen aan het licht is gebracht. Hij begon met een ruw ontwerp en heeft gaandeweg allerlei wijzigingen aangebracht. Het gezicht van Maria was eerst frontaal geschilderd en naderhand werd de stand van haar hoofd veranderd tot de enigszins ongemakkelijke maar sierlijke houding waarmee ze naar haar zoon kijkt. De oorspronkelijke versie is terug te zien in het linkerpaneel van het Diptiek van Jean de Froimont, een veel latere Madonna door een ateliermedewerker van Rogier van der Weyden, die zich mogelijk op een oude tekening baseerde.

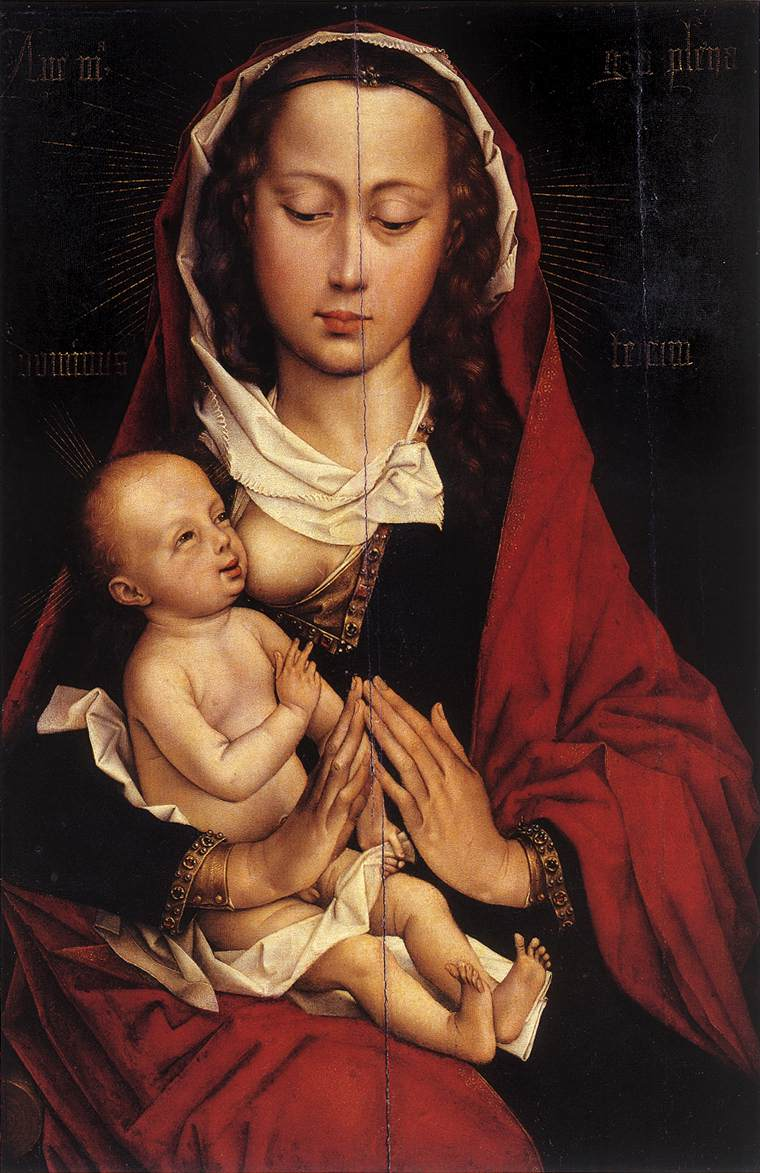
Atelier Rogier van der Weyden, Diptiek van Jean de Froimont (linkerpaneel), ca. 1465, Musée des beaux-arts, Caen
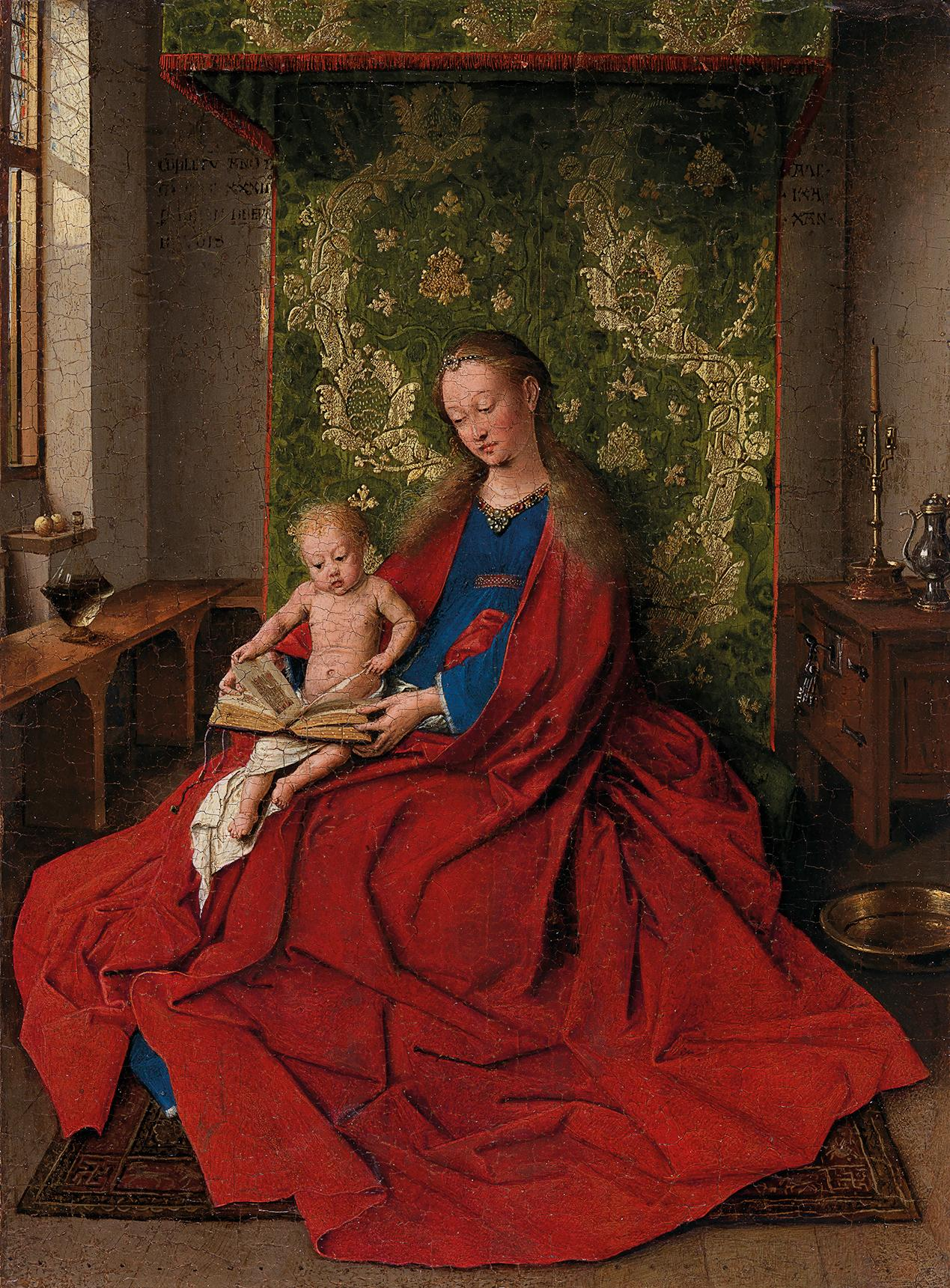
Navolger van Jan van Eyck, Ince Hall-Madonna, National Gallery of Victoria, Melbourne

## Navolging
De populariteit van de Durán-Madonna blijkt uit de vele kopieën en navolgingen van het werk, vooral in Spanje en Frankrijk. Een dergelijke kopie uit een privéverzameling werd in 2009 tentoongesteld in Leuven. De Spaanse Meester van Álvaro de Luna maakte meerdere variaties op de Durán-Madonna en andere werken van Rogier van der Weyden, waaronder een versie in de collectie van de universiteit van Princeton die het origineel relatief getrouw volgt. Het Prado bezit een schilderij van hem waarin hij het origineel heeft veranderd in een tronende Madonna lactans met op de achtergrond een interieur à la de Meester van Flémalle. Van de Meester van het Geborduurde Loofwerk, die in Brussel werkzaam was, is een versie bekend waarin de Durán-Madonna is verplaatst naar een landschap.

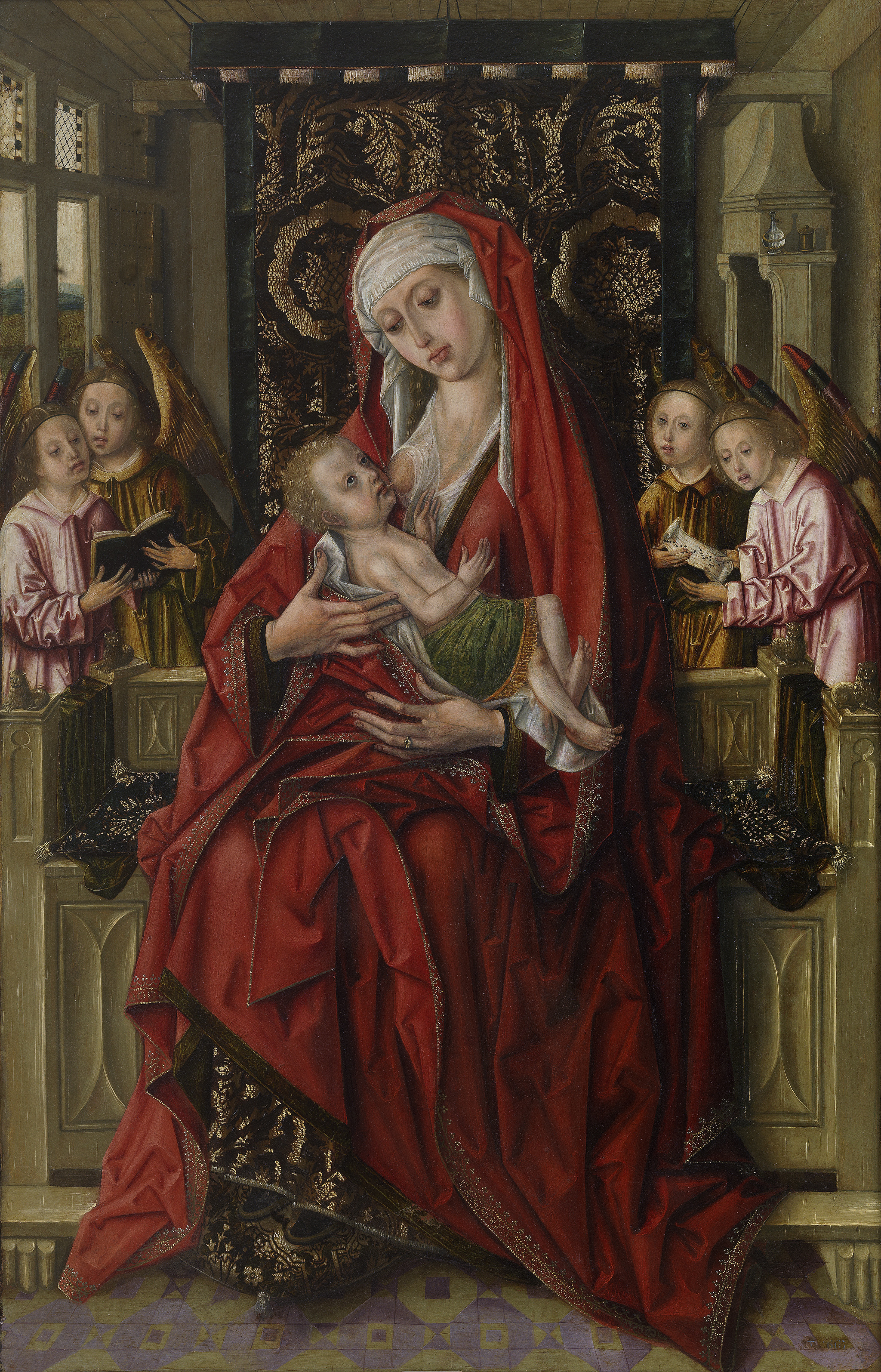
Meester van Álvaro de Luna, Madonna lactans, ca. 1490, Museo Nacional del Prado, Madrid
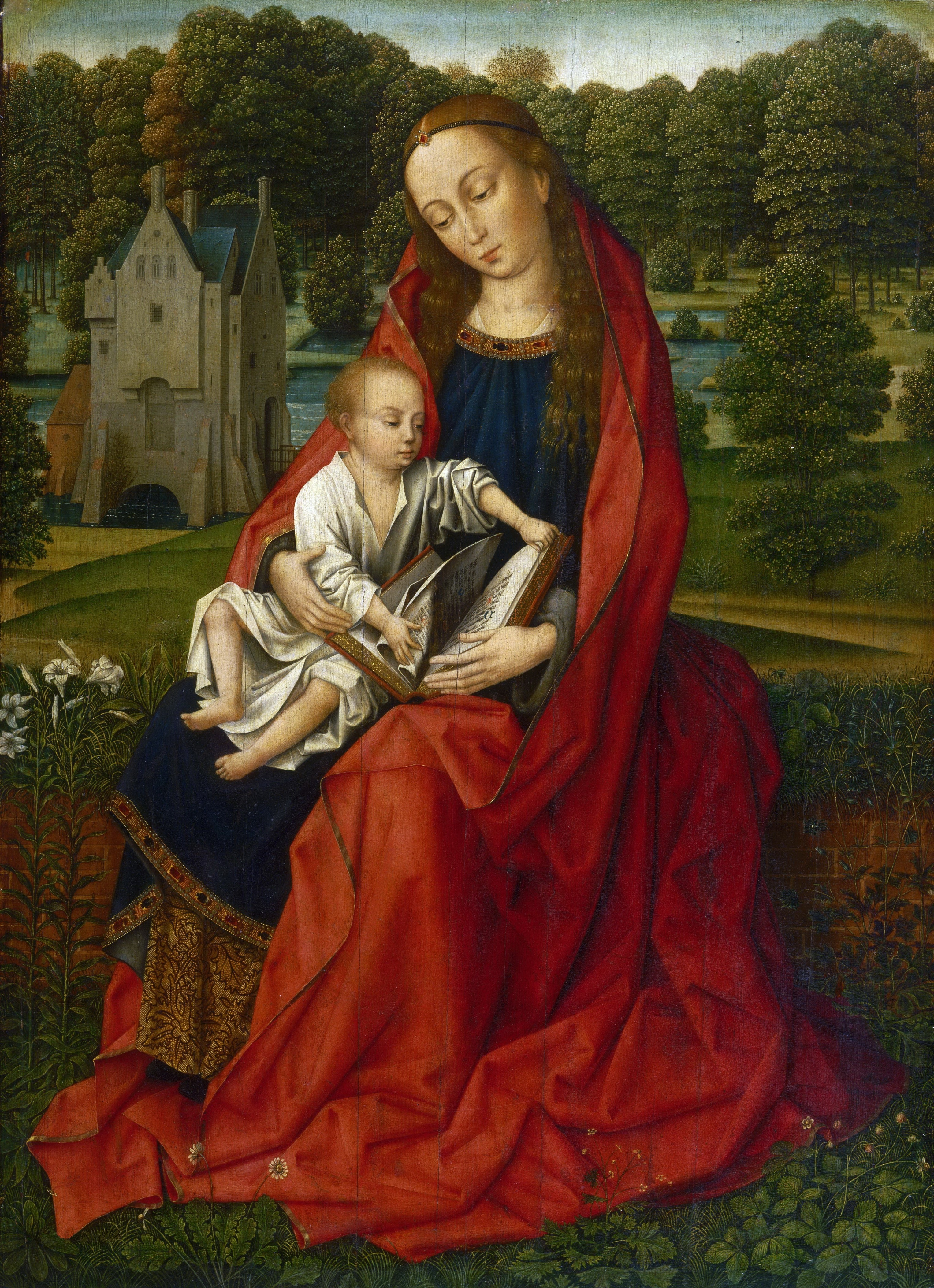
Meester van het Geborduurde Loofwerk, Maria met Kind, ca. 1500, Philadelphia Museum of Art

## Herkomst
De Durán-Madonna bevond zich waarschijnlijk al in de 15e eeuw in Spanje.
In de 18e eeuw was het in bezit van de infante Luis de Borbón (1727-1785), de jongste zoon van Filips V van Spanje. Het werd destijds toegeschreven aan Albrecht Dürer. Het schilderij bleef in de familie totdat het op 23 maart 1899 in het Palacio de Boadilla werd aangekocht door Pedro Fernández Durán y Bernaldo de Quirós, die het na zijn overlijden in 1930 naliet na het Prado. Sinds het werk in 1931 werd opgenomen in de collectie van het Prado als een werk van Rogier van der Weyden, is deze toeschrijving nooit in twijfel getrokken.